# Skänninge
Skänninge es una ciudad sueca en la provincia histórica de Gotlândia Oriental fundada hacia 1200 y localizada a 7 km al norte de la ciudad de Mjölby. Tiene 3 363 habitantes (2018) y pertenece al municipio de Mjölby.

## Historia
Skänninge es una de las ciudades más antiguas de Suecia. Floreció durante los siglos XIII y XIV, cuando comerciantes alemanes se establecieron en sus dominios. También se establecieron allí varios conventos y se edificaron algunas iglesias. Durante el siglo XV, Skänninge entró en decadencia ante el auge de la localidad vecina Vadstena.

## Conexiones externas
- Wikimedia Commons alberga una galería multimedia sobre Skänninge.

- Skänninge

- Datos: Q990083
- Multimedia: Skänninge / Q990083